# Anshan (Cina)
Anshan (cinese: 鞍山; pinyin: Ānshān) è una città-prefettura della Cina nella provincia del Liaoning.
È uno dei maggiori centri per la produzione dell'acciaio della Cina.

## Storia
L'origine della città risale al III secolo a.C., mentre le prime tracce di industrie siderurgiche risalgono all'imperatore Han Wudi (140 a.C.-87 a.C.). Durante la dinastia Tang sorsero numero officine per la lavorazione del ferro. La città fu distrutta nel 1900 da un incendio e venne ricostruita 10 km più a nord.
Durante l'occupazione giapponese della Manciuria (1931-1945) e la costituzione del governo-fantoccio del Manchukuo, l'Impero giapponese potenziò grandemente la preesistente acciaieria di Anshan che divenne il gigantesco complesso siderurgico Shōwa; le acciaierie Shōwa di Anshan erano tra le più grandi del mondo negli anni della seconda guerra mondiale e lavoravano a disposizione della macchina bellica giapponese; divennero quindi anche l'obiettivo dei bombardamenti strategici americani condotti dai Boeing B-29 Superfortress nel 1944-45 a partenza dalle basi in Cina.
Dopo la caduta del Manchuokuo e l'invasione della Manciuria da parte dell'Armata Rossa sovietica, le acciaierie furono occupate e cedute ai comunisti cinesi. Il governo della Repubblica Popolare Cinese decise di espandere il vecchio impianto siderurgico Shōwa di Anshan, fino a farlo diventare il maggiore dell'intera Cina; si guadagnò così il nome di Capitale cinese dell'acciaio.

## Amministrazione

### Gemellaggi
- Holon, dal 2002[1]

## Curiosità
L'asteroide 3136 Anshan prende il nome da questa città.